# Ramsås huvud
Ramsås huvud är ett naturreservat i Ljungby kommun i Kronobergs län.
Reservatet är 266 hektar stort och skyddat sedan 2007. Det består av lövskog, odlingslandskap, öar och vatten. I sydväst gränsar det till naturreservatet Marsholm. Ramsås huvud är ett av flera naturreservat i anslutning till sjön Möckeln sydöst om Ljungby.

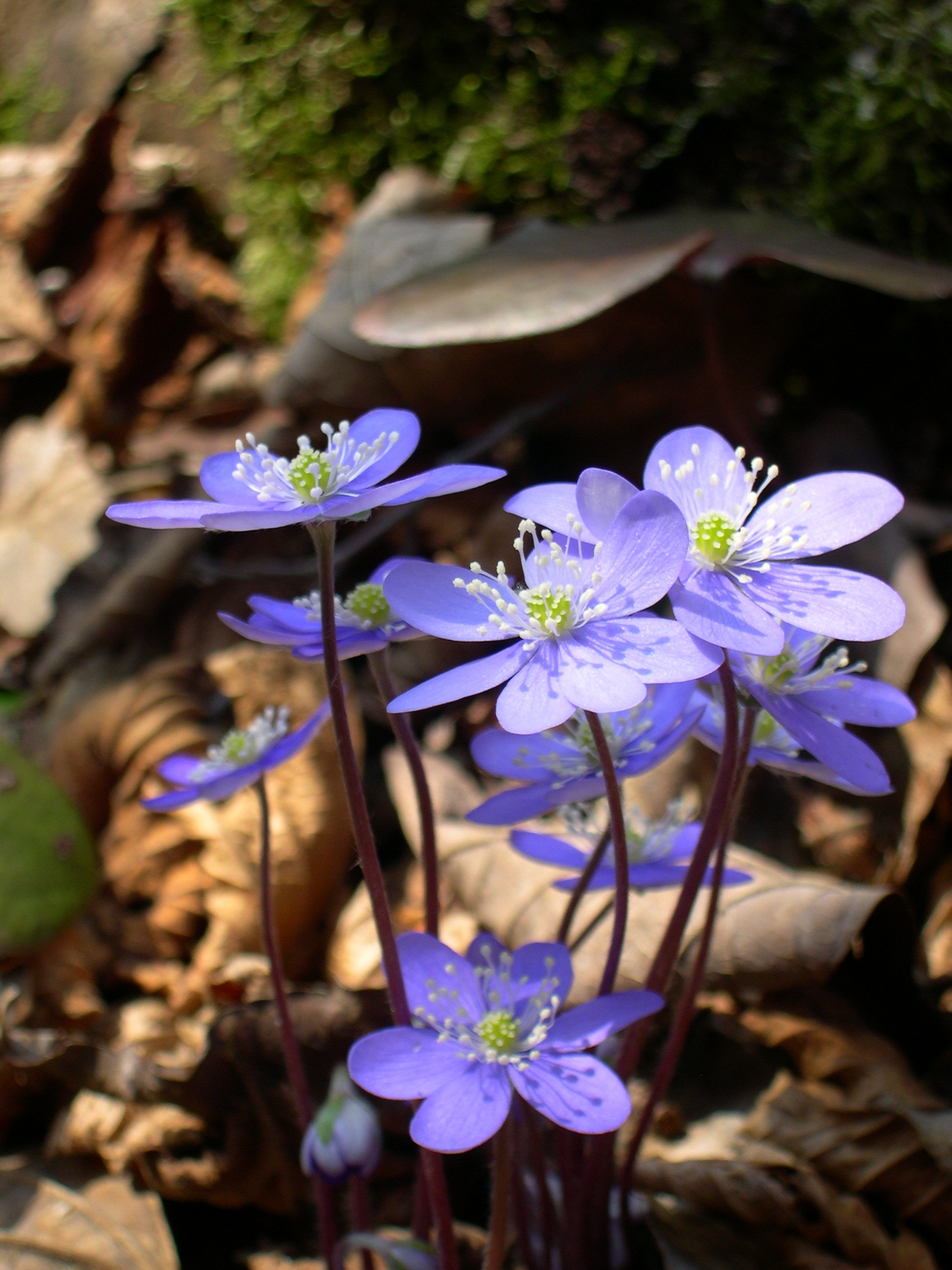
Blåsippa

Inom området finns en större halvö och flera öar i nordöstra delen av sjön. Där finns olika naturtyper. Skogen består mest av blandskog, vanligen lövskog. Odlingslandskapet är ålderdomligt och det finns gott om gamla träd. På våren är det gott om blåsippor.
Sjön Möckeln är en del Helge ås vattensystem och utgör lek och uppväxtplatser för den hotade fiskarten mal. Av fåglar i området kan nämnas fiskgjuse och lärkfalk som häckar i området.